# Джурівська сільська рада
| Джурівська сільська рада — колишній орган місцевого самоврядування у Снятинському районі Івано-Франківської області з адміністративним центром у с. Джурів. Водоймища на території, підпорядкованій даній раді: річка Рибниця. Сільській раді були підпорядковані населені пункти: - с. Джурів |

## Склад ради
Рада складалася з 18 депутатів та голови.

### Керівний склад ради
| ПІБ                           | Основні відомості                                                 | Дата обрання | Дата звільнення |
| ----------------------------- | ----------------------------------------------------------------- | ------------ | --------------- |
| Заграновська Ірина Миколаївна | Сільський голова, 1949 року народження, освіта, позапартійна      | 26.03.2006   | 31.10.2010      |
| Заграновська Ірина Миколаївна | Сільський голова, 1949 року народження, освіта вища, позапартійна | 31.10.2010   |                 |

Примітка: таблиця складена за даними джерела